# Miłość w czasach zarazy
Miłość w czasach zarazy (hiszp. El amor en los tiempos del cólera) – powieść Gabriela Garcíi Márqueza wydana w 1985 w Bogocie przez Editorial Oveja Negra; powieść na język polski przełożył Carlos Marrodán (1994).

## Opis fabuły
W powieści splatają się wątki dotyczące jej głównych bohaterów: Ferminy Dazy, Florentina Arizy oraz doktora Juvenala Urbina. Młodzieńcza miłość Florentina Arizy do Ferminy Dazy przetrwała całe życie, aby u jego kresu znaleźć spełnienie. Początkowe „małżeństwo z rozsądku” Ferminy Dazy i doktora Juvenala Urbina w ciągu całego życia zamienia się w więź małżeńską, której podstawą jest prawdziwa miłość. Fermina Daza w młodości odrzuciła Florentina Arizę jako człowieka nijakiego, który nie ma w sobie nic prócz uwielbienia dla niej. Obdarza go miłością na starość, kiedy jej mąż już nie żyje. Odkrywa wtedy na nowo dawnego narzeczonego i kocha już nie wspomnienie dawnych lat, ale człowieka, który pomaga jej znieść wdowieństwo i wejść ze spokojem w ostatnie lata życia, dzięki mądrości zgromadzonej przez kilkadziesiąt lat samotnego życia i przelotnych romansów.

## Ekranizacja
W 2007 r. brytyjski reżyser Mike Newell zrealizował film fabularny pod tym samym tytułem na podstawie powieści, z Benjaminem Brattem, Javierem Bardemem i Giovanną Mezzogiorno w rolach głównych.